# Золотий глобус (60-та церемонія вручення)
60-та церемонія вручення нагород премії «Золотий глобус»

19 січня 2003 року
Найкращий фільм — драма: 
«Години»
Найкращий фільм —
комедія або мюзикл: 
«Чикаго»
Найкращий телесеріал — драма: 
«Щит»
Найкращий телесеріал —
комедія або мюзикл: 
«Угамуй свій запал»
Найкращий мінісеріал або телефільм: 
«Зародження бурі»
< 59-та • Церемонії вручення • 61-та >
60-та церемонія вручення нагород премії «Золотий глобус» за заслуги в галузі кінематографу і телебачення за 2002 рік, що відбулася 19 січня 2003 в готелі Беверлі-Гілтон (Беверлі-Гіллз, Лос-Анджелес, Каліфорнія). Номінантів оголосили 19 грудня 2002.

## Список лауреатів і номінантів

### Кіно
Фільми з найбільшою кількістю нагород та номінацій
| Фільм                          | Перемоги | Номінації |
| ------------------------------ | -------- | --------- |
| • «Чикаго»                     | 3        | 8         |
| • «Години»                     | 2        | 7         |
| • «Адаптація»                  | 2        | 6         |
| • «Про Шмідта»                 | 2        | 5         |
| • «Банди Нью-Йорка»            | 2        | 5         |
| • «Фріда»                      | 1        | 2         |
| • «Поговори з нею»             | 1        | 1         |
| • «Далеко від раю»             | —        | 4         |
| • «Володар перснів: Дві вежі»  | —        | 2         |
| • «Піаніст»                    | —        | 2         |
| • «Моє велике грецьке весілля» | —        | 2         |
| • «Ігбі йде на дно»            | —        | 2         |
| • «Мій хлопчик»                | —        | 2         |

• Переможці вказані першими і виділені окремим кольором.
| Категорія                                   | Лауреати і номінанти                                                                         | Лауреати і номінанти                                      |
| ------------------------------------------- | -------------------------------------------------------------------------------------------- | --------------------------------------------------------- |
| Найкращий фільм — драма                     | • «Години»                                                                                   | • «Години»                                                |
| Найкращий фільм — драма                     | • «Про Шмідта»                                                                               |                                                           |
| Найкращий фільм — драма                     | • «Банди Нью-Йорка»                                                                          |                                                           |
| Найкращий фільм — драма                     | • «Володар перснів: Дві вежі»                                                                |                                                           |
| Найкращий фільм — драма                     | • «Піаніст»                                                                                  |                                                           |
| Найкращий фільм — комедія або мюзикл        | • «Чикаго»                                                                                   | • «Чикаго»                                                |
| Найкращий фільм — комедія або мюзикл        | • «Мій хлопчик»                                                                              |                                                           |
| Найкращий фільм — комедія або мюзикл        | • «Адаптація»                                                                                |                                                           |
| Найкращий фільм — комедія або мюзикл        | • «Моє велике грецьке весілля»                                                               |                                                           |
| Найкращий фільм — комедія або мюзикл        | • «Ніколас Ніклбі»                                                                           |                                                           |
| Найкраща чоловіча роль — драма              |                                                                                              | • «Про Шмідта» — Джек Ніколсон за роль Воррена Шмідта     |
| Найкраща чоловіча роль — драма              | • «Піаніст» — Едрієн Броді за роль Владислава Шпільмана                                      |                                                           |
| Найкраща чоловіча роль — драма              | • «Тихий американець» — Майкл Кейн за роль Томаса Фаулера                                    |                                                           |
| Найкраща чоловіча роль — драма              | • «Банди Нью-Йорка» — Деніел Дей-Льюїс за роль Білла Каттінга                                |                                                           |
| Найкраща чоловіча роль — драма              | • «Спіймай мене, якщо зможеш» — Леонардо Ді Капріо за роль Френка Ебігнейла                  |                                                           |
| Найкраща жіноча роль — драма                |                                                                                              | • «Години» — Ніколь Кідман за роль Вірджинії Вульф        |
| Найкраща жіноча роль — драма                | • «Фріда» — Сальма Гаєк за роль Фріди Кало                                                   |                                                           |
| Найкраща жіноча роль — драма                | • «Невірна» — Даян Лейн за роль Конні Самер                                                  |                                                           |
| Найкраща жіноча роль — драма                | • «Далеко від раю» — Джуліанн Мур за роль Кеті Вайтекер                                      |                                                           |
| Найкраща жіноча роль — драма                | • «Години» — Меріл Стріп за роль Кларисси Воган                                              |                                                           |
| Найкраща чоловіча роль — комедія або мюзикл |                                                                                              | • «Чикаго» — Річард Гір за роль Біллі Флінна              |
| Найкраща чоловіча роль — комедія або мюзикл | • «Адаптація» — Ніколас Кейдж за роль Чарлі Кауфмана / Дональда Кауфмана                     |                                                           |
| Найкраща чоловіча роль — комедія або мюзикл | • «Ігбі йде на дно» — Кіран Калкін за роль Джейсона «Ігбі» Слокамба-молодшого                |                                                           |
| Найкраща чоловіча роль — комедія або мюзикл | • «Мій хлопчик» — Г'ю Грант за роль Вілла                                                    |                                                           |
| Найкраща чоловіча роль — комедія або мюзикл | • «Любов, що збиває з ніг» — Адам Сендлер за роль Баррі Ігана                                |                                                           |
| Найкраща жіноча роль — комедія або мюзикл   |                                                                                              | • «Чикаго» — Рене Зеллвегер за роль Роксі Гарт            |
| Найкраща жіноча роль — комедія або мюзикл   | • «Чикаго» — Кетрін Зета-Джонс за роль Вельми Келлі                                          |                                                           |
| Найкраща жіноча роль — комедія або мюзикл   | • «Сестрички-запальнички» — Голді Гоун за роль С'юзі Крукс                                   |                                                           |
| Найкраща жіноча роль — комедія або мюзикл   | • «Моє велике грецьке весілля» — Ніа Вардалос за роль Фотули Портокалос                      |                                                           |
| Найкраща жіноча роль — комедія або мюзикл   | • «Секретарка» — Меггі Джилленгол за роль Лі Голловей                                        |                                                           |
| Найкраща чоловіча роль другого плану        |                                                                                              | • «Адаптація» — Кріс Купер за роль Джона Лароша           |
| Найкраща чоловіча роль другого плану        | • «Години» — Ед Гарріс за роль Річарда Брауна                                                |                                                           |
| Найкраща чоловіча роль другого плану        | • «Проклятий шлях» — Пол Ньюман за роль Джона Руні                                           |                                                           |
| Найкраща чоловіча роль другого плану        | • «Далеко від раю» — Денніс Квейд за роль Френка Вайтекера                                   |                                                           |
| Найкраща чоловіча роль другого плану        | • «Чикаго» — Джон Рейлі за роль Емоса Гарта                                                  |                                                           |
| Найкраща жіноча роль другого плану          |                                                                                              | • «Адаптація» — Меріл Стріп за роль Сьюзен Орлеан         |
| Найкраща жіноча роль другого плану          | • «Про Шмідта» — Кеті Бейтс за роль Роберти Герцель                                          |                                                           |
| Найкраща жіноча роль другого плану          | • «Банди Нью-Йорка» — Кемерон Діас за роль Дженні Евердін                                    |                                                           |
| Найкраща жіноча роль другого плану          | • «Чикаго» — Квін Латіфа за роль Матрон Мортон                                               |                                                           |
| Найкраща жіноча роль другого плану          | • «Ігбі йде на дно» — Сьюзен Серендон за роль Мімі Слокам                                    |                                                           |
| Найкраща режисерська робота                 |                                                                                              | • «Банди Нью-Йорка» — Мартін Скорсезе                     |
| Найкраща режисерська робота                 | • «Години» — Стівен Долдрі                                                                   |                                                           |
| Найкраща режисерська робота                 | • «Чикаго» — Роб Маршалл                                                                     |                                                           |
| Найкраща режисерська робота                 | • «Адаптація» — Спайк Джонз                                                                  |                                                           |
| Найкраща режисерська робота                 | • «Про Шмідта» — Александр Пейн                                                              |                                                           |
| Найкраща режисерська робота                 | • «Володар перснів: Дві вежі» — Пітер Джексон                                                |                                                           |
| Найкращий сценарій                          | • «Про Шмідта» — Александер Пейн, Джим Тейлор                                                | • «Про Шмідта» — Александер Пейн, Джим Тейлор             |
| Найкращий сценарій                          | • «Адаптація» — Чарлі Кауфман / Дональд Кауфман                                              |                                                           |
| Найкращий сценарій                          | • «Чикаго» — Білл Кондон                                                                     |                                                           |
| Найкращий сценарій                          | • «Далеко від раю» — Тодд Гейнс                                                              |                                                           |
| Найкращий сценарій                          | • «Години» — Девід Гейр                                                                      |                                                           |
| Найкраща музика                             | • «Фріда» — Еліот Голденталь                                                                 | • «Фріда» — Еліот Голденталь                              |
| Найкраща музика                             | • «25-та година» — Теренс Бланшард                                                           |                                                           |
| Найкраща музика                             | • «Далеко від раю» — Елмер Бернстайн                                                         |                                                           |
| Найкраща музика                             | • «Паркан від кролів» — Пітер Гебріел                                                        |                                                           |
| Найкраща музика                             | • «Години» — Філіп Ґласс                                                                     |                                                           |
| Найкраща пісня                              | • «Банди Нью-Йорка» — «The Hands That Built America» — U2                                    | • «Банди Нью-Йорка» — «The Hands That Built America» — U2 |
| Найкраща пісня                              | • «Восьма миля» — «Lose Yourself» — Емінем, Джефф Басс, Луїс Ресто                           |                                                           |
| Найкраща пісня                              | • «Помри, але не зараз» — «Die Another Day» — Мадонна, Mirwais                               |                                                           |
| Найкраща пісня                              | • «Спірит: Душа прерій» — «Here I Am» — Ганс Ціммер, Браян Адамс, Гретчен Пітерс             |                                                           |
| Найкраща пісня                              | • «Дика сімейка Торнберрі» — «Father and Daughter» — Пол Саймон                              |                                                           |
| Найкращий фільм іноземною мовою             | • «Поговори з нею» (Іспанія)                                                                 | • «Поговори з нею» (Іспанія)                              |
| Найкращий фільм іноземною мовою             | • «Бальзак та кравчиня-китаяночка» «Balzac et la Petite Tailleuse Chinoise» (Франція, Китай) |                                                           |
| Найкращий фільм іноземною мовою             | • «Місто Бога» (Бразилія)                                                                    |                                                           |
| Найкращий фільм іноземною мовою             | • «Злочин падре Амаро» (Мексика)                                                             |                                                           |
| Найкращий фільм іноземною мовою             | • «Герой» (Китай)                                                                            |                                                           |
| Найкращий фільм іноземною мовою             | • «Ніде в Африці» (Німеччина)                                                                |                                                           |

### Телебачення
Телесеріали з найбільшою кількістю нагород та номінацій
| Фільм                                 | Перемоги | Номінації |
| ------------------------------------- | -------- | --------- |
| • «Зародження бурі»                   | 2        | 4         |
| • «Щит»                               | 2        | 2         |
| • «Стежкою війни»                     | 1        | 4         |
| • «Секс і місто»                      | 1        | 4         |
| • «Клан Сопрано»                      | 1        | 4         |
| • «Друзі»                             | 1        | 3         |
| • «Угамуй свій запал»                 | 1        | 2         |
| • «Істерична сліпота»                 | 1        | 2         |
| • «Монк»                              | 1        | 1         |
| • «Західне крило»                     | —        | 5         |
| • «Вілл і Грейс»                      | —        | 5         |
| • «24»                                | —        | 3         |
| • «Прямий ефір з Багдада»             | —        | 3         |
| • «Клієнт завжди мертвий»             | —        | 3         |
| • «Комівояжер»                        | —        | 2         |
| • «Малькольм у центрі уваги»          | —        | 2         |
| • «Пекло на підборах: Битва Мері Кей» | —        | 2         |

| Категорія                                                                | Лауреати і номінанти                                                      | Лауреати і номінанти                                           |
| ------------------------------------------------------------------------ | ------------------------------------------------------------------------- | -------------------------------------------------------------- |
| Найкращий серіал — драма                                                 | • «Щит» / The Shield                                                      | • «Щит» / The Shield                                           |
| Найкращий серіал — драма                                                 | • «24»                                                                    |                                                                |
| Найкращий серіал — драма                                                 | • «Клієнт завжди мертвий»                                                 |                                                                |
| Найкращий серіал — драма                                                 | • «Клан Сопрано»                                                          |                                                                |
| Найкращий серіал — драма                                                 | • «Західне крило» / The West Wing                                         |                                                                |
| Найкращий серіал — комедія або мюзикл                                    | • «Угамуй свій запал»                                                     | • «Угамуй свій запал»                                          |
| Найкращий серіал — комедія або мюзикл                                    | • «Друзі»                                                                 |                                                                |
| Найкращий серіал — комедія або мюзикл                                    | • «Секс і місто»                                                          |                                                                |
| Найкращий серіал — комедія або мюзикл                                    | • «Сімпсони»                                                              |                                                                |
| Найкращий серіал — комедія або мюзикл                                    | • «Вілл і Грейс»                                                          |                                                                |
| Найкращий мінісеріал або телефільм                                       | • «Зародження бурі» / The Gathering Storm                                 | • «Зародження бурі» / The Gathering Storm                      |
| Найкращий мінісеріал або телефільм                                       | • «Прямий ефір з Багдада»                                                 |                                                                |
| Найкращий мінісеріал або телефільм                                       | • «Стежкою війни»                                                         |                                                                |
| Найкращий мінісеріал або телефільм                                       | • «Шеклтон» / Shackleton                                                  |                                                                |
| Найкращий мінісеріал або телефільм                                       | • «Викрадені» / Taken                                                     |                                                                |
| Найкраща чоловіча роль серіалу — драма                                   |                                                                           | • «Щит» — Майкл Чикліс за роль Віка Меккі                      |
| Найкраща чоловіча роль серіалу — драма                                   | • «Клан Сопрано» — Джеймс Гандольфіні за роль Тоні Сопрано                |                                                                |
| Найкраща чоловіча роль серіалу — драма                                   | • «Клієнт завжди мертвий» — Пітер Краузе за роль Нейта Фішера             |                                                                |
| Найкраща чоловіча роль серіалу — драма                                   | • «Західне крило» — Мартін Шин за роль Джозая Бартлета                    |                                                                |
| Найкраща чоловіча роль серіалу — драма                                   | • «24» — Кіфер Сазерленд за роль Джека Бауера                             |                                                                |
| Найкраща жіноча роль серіалу — драма                                     |                                                                           | • «Клан Сопрано» — Іді Фалко за роль Кармели Сопрано           |
| Найкраща жіноча роль серіалу — драма                                     | • «Шпигунка» — Дженіфер Гарнер за роль Сідні Брістов                      |                                                                |
| Найкраща жіноча роль серіалу — драма                                     | • «Західне крило» — Еллісон Дженні за роль Сі Джей Крегг                  |                                                                |
| Найкраща жіноча роль серіалу — драма                                     | • «Клієнт завжди мертвий» — Рейчел Гріффітс за роль Бренди Ченовіт        |                                                                |
| Найкраща жіноча роль серіалу — драма                                     | • «CSI: Місце злочину» — Марг Гелгенбергер за роль Кетрін Вілловз         |                                                                |
| Найкраща чоловіча роль серіалу — комедія або мюзикл                      |                                                                           | • «Монк» — Тоні Шалуб за роль Едріана Монка                    |
| Найкраща чоловіча роль серіалу — комедія або мюзикл                      | • «Угамуй свій запал» — Ларрі Девід за роль Ларрі Девіда                  |                                                                |
| Найкраща чоловіча роль серіалу — комедія або мюзикл                      | • «Друзі» — Метт Леблан за роль Джої Тріббіані                            |                                                                |
| Найкраща чоловіча роль серіалу — комедія або мюзикл                      | • «Шоу Берні Мака» — Берні Мак за роль Берні Маккалоха                    |                                                                |
| Найкраща чоловіча роль серіалу — комедія або мюзикл                      | • «Вілл і Грейс» — Ерік МакКормек за роль Вілла Трумена                   |                                                                |
| Найкраща жіноча роль серіалу — комедія або мюзикл                        |                                                                           | • «Друзі» — Дженіфер Аністон за роль Рейчел Грін               |
| Найкраща жіноча роль серіалу — комедія або мюзикл                        | • «Вілл і Грейс» — Дебра Мессінг за роль Грейс Адлер                      |                                                                |
| Найкраща жіноча роль серіалу — комедія або мюзикл                        | • «Життя з Бонні» — Бонні Гант за роль Бонні Моллой                       |                                                                |
| Найкраща жіноча роль серіалу — комедія або мюзикл                        | • «Малькольм у центрі уваги» — Джейн Качмарек за роль Лоіс                |                                                                |
| Найкраща жіноча роль серіалу — комедія або мюзикл                        | • «Секс і Місто» — Сара Джессіка Паркер за роль Керрі Бредшоу             |                                                                |
| Найкраща чоловіча роль мінісеріалу або телефільму                        |                                                                           | • «Зародження бурі» — Альберт Фінні за роль Вінстона Черчилля  |
| Найкраща чоловіча роль мінісеріалу або телефільму                        | • «Стежкою війни» — Майкл Гембон за роль Ліндона Джонсона                 |                                                                |
| Найкраща чоловіча роль мінісеріалу або телефільму                        | • «Прямий ефір з Багдада» — Майкл Кітон за роль Роберта В'їнера           |                                                                |
| Найкраща чоловіча роль мінісеріалу або телефільму                        | • «Комівояжер» — Вільям Мейсі за роль Білла Портера                       |                                                                |
| Найкраща чоловіча роль мінісеріалу або телефільму                        | • «РФК» — Лайнус Роач за роль Роберта Френсіса Кеннеді                    |                                                                |
| Найкраща жіноча роль мінісеріалу або телефільму                          |                                                                           | • «Істерична сліпота» — Ума Турман за роль Деббі Міллер        |
| Найкраща жіноча роль мінісеріалу або телефільму                          | • «Прямий ефір з Багдада» — Гелена Бонем Картер за роль Інгрід Форманек   |                                                                |
| Найкраща жіноча роль мінісеріалу або телефільму                          | • «Пекло на підборах: Битва Мері Кей» — Ширлі Маклейн за роль Мері Кей Еш |                                                                |
| Найкраща жіноча роль мінісеріалу або телефільму                          | • «Комівояжер» — Гелен Міррен за роль місіс Портер                        |                                                                |
| Найкраща жіноча роль мінісеріалу або телефільму                          | • «Зародження бурі» — Ванесса Редґрейв за роль Клементини Черчилль        |                                                                |
| Найкраща чоловіча роль другого плану серіалу, мінісеріалу або телефільму |                                                                           | • «Стежкою війни» — Дональд Сазерленд за роль Кларка Кліффорда |
| Найкраща чоловіча роль другого плану серіалу, мінісеріалу або телефільму | • «Стежкою війни» — Алек Болдвін за роль Роберта Макнамари                |                                                                |
| Найкраща чоловіча роль другого плану серіалу, мінісеріалу або телефільму | • «Зародження бурі» — Джим Бродбент за роль Дезмонда Мортона              |                                                                |
| Найкраща чоловіча роль другого плану серіалу, мінісеріалу або телефільму | • «Малькольм у центрі уваги» — Браян Кренстон за роль Гала Вілкерсона     |                                                                |
| Найкраща чоловіча роль другого плану серіалу, мінісеріалу або телефільму | • «Вілл і Грейс» — Шон Гейс за роль Джека Макфарленда                     |                                                                |
| Найкраща чоловіча роль другого плану серіалу, мінісеріалу або телефільму | • «24» — Денніс Гейсберт за роль Девіда Палмера                           |                                                                |
| Найкраща чоловіча роль другого плану серіалу, мінісеріалу або телефільму | • «Клан Сопрано» — Майкл Імперіолі за роль Крістофера Молтісанті          |                                                                |
| Найкраща чоловіча роль другого плану серіалу, мінісеріалу або телефільму | • «Західне крило» — Джон Спенсер за роль Лео Макгаррі                     |                                                                |
| Найкраща чоловіча роль другого плану серіалу, мінісеріалу або телефільму | • «Західне крило» — Бредлі Вітфорд за роль Джоша Лімана                   |                                                                |
| Найкраща жіноча роль другого плану серіалу, мінісеріалу або телефільму   |                                                                           | • «Секс і місто» — Кім Кетролл за роль Саманти Джонс           |
| Найкраща жіноча роль другого плану серіалу, мінісеріалу або телефільму   | • «Секс і місто» — Синтія Ніксон за роль Міранди Гоббс                    |                                                                |
| Найкраща жіноча роль другого плану серіалу, мінісеріалу або телефільму   | • «Вілл і Грейс» — Меган Маллаллі за роль Карен Волкер                    |                                                                |
| Найкраща жіноча роль другого плану серіалу, мінісеріалу або телефільму   | • «Пекло на підборах: Битва Мері Кей» — Паркер Поузі за роль Джинджер Гіт |                                                                |
| Найкраща жіноча роль другого плану серіалу, мінісеріалу або телефільму   | • «Істерична сліпота» — Джина Роулендс за роль Вірджинії Міллер           |                                                                |

## Спеціальні нагороди
| Премія імені Сесіля Б. Де Мілля (Нагорода за внесок у кінематограф) |  | Джин Гекмен американський актор                                          |
| Міс «Золотий глобус» (Символічний титул)                            |  | Доменік Гарсія-Лорідо донька актора Енді Гарсія та Марії Вікторії Лорідо |
| Містер «Золотий глобус» (Символічний титул)                         |  | Ей Джей Ламас син актора Лоренцо Ламаса та Мішель Сміт                   |